# Frank Stapleton
Francis Anthony Stapleton (* 10. července 1956 Dublin) je bývalý irský fotbalista.
Hrál na postu útočníka, hlavně za Arsenal a Manchester United. Byl na ME 1988 a MS 1990.

## Hráčská kariéra
Frank Stapleton hrál na postu útočníka za Arsenal, Manchester United, Ajax, Anderlecht, Derby County, Le Havre, Blackburn Rovers, Aldershot, Huddersfield Town, Bradford City a Brighton & Hove.
Za Irsko hrál 71 zápasů a dal 20 gólů. Byl kapitánem Irska na ME 1988. Byl i na MS 1990, ale tam nehrál.

## Úspěchy

### Klub
Arsenal
- FA Cup: 1978–79

Manchester United
- FA Cup: 1982–83, 1984–85